# Gerrie Knetemann
Gerrie Knetemann (Amsterdam, 6 de març de 1951 - Bergen, 2 de novembre de 2004) va ser un ciclista neerlandès, que fou professional entre 1974 i 1989, durant els quals aconseguí més de 140 victòries.
Els majors èxits aconseguits foren el campionat del món de 1978, disputat a Nurburgring, i 10 etapes al Tour de França.
En retirar-se del ciclisme professional fou nomenat seleccionador nacional dels Països Baixos el 1991.
Va morir als 53 anys d'un atac de cor mentre anava en bicicleta.

## Palmarès
- 1973
  - 1r a la Omloop Het Volk amateur
  - Vencedor de 2 etapes del Tour d'Algèria
- 1974
  - 1r a l'Amstel Gold Race
  - Vencedor d'una etapa del Dauphiné Libéré
- 1975
  - Vencedor d'una etapa del Tour de França
  - Vencedor d'una etapa del Tour de Romandia
  - Vencedor d'una etapa a l'Étoile des Espoirs
- 1976
  - 1r a la Volta a Andalusia i vencedor d'una etapa
  - 1r a la Volta als Països Baixos i vencedor d'una etapa
- 1977
  - 1r als Quatre dies de Dunkerque
  - 1r al Gran Premi de Frankfurt
  - Vencedor de 2 etapes del Tour de França
  - Vencedor de 2 etapes de la París-Niça
- 1978
  -  Campió del món de ciclisme en ruta
  - 1r a la París-Niça i vencedor de 3 etapes
  - 1r al Tour del Mediterrani i vencedor d'una etapa
  - 1r al Gran Premi Pino Cerami
  - 1r a la Ronde van Midden-Zeeland
  - 1r a l'Acht van Chaam
  - Vencedor de 2 etapes del Tour de França
  - Vencedor d'una etapa de la Volta a Suïssa
  - Vencedor d'una etapa de la Volta als Països Baixos
  - 1r als Sis dies de Maastricht (amb René Pijnen)
  - 1r als Sis dies de Gant (amb Patrick Sercu)
- 1979
  - 1r a l'Acht van Chaam
  - Vencedor de 2 etapes del Tour de França
  - Vencedor de 4 etapes de la Volta a Suïssa
  - Vencedor d'una etapa de la París-Niça
  - Vencedor d'una etapa de la Volta als Països Baixos
- 1980
  - 1r a la Volta als Països Baixos
  - 1r a la Volta a Bèlgica
  - 1r al Tour del Mediterrani i vencedor d'una etapa
  - 1r a la Ronde van Midden-Zeeland
  - Vencedor de 2 etapes de la París-Niça
  - Vencedor d'una etapa del Tour de França
  - 1r als Sis dies de Maastricht (amb René Pijnen)
- 1981
  - Campió d'Europa de derny
  - 1r a la Volta als Països Baixos i vencedor d'una etapa
  - 1r a la Nokere Koerse
  - Vencedor d'una etapa del Tour de Romandia
- 1982
  - Campió d'Europa de derny
  - 1r als Tres dies de La Panne i vencedor d'una etapa
  - Vencedor de 2 etapes del Tour de França
  - Vencedor de 2 etapes de la Tirrena-Adriàtica
- 1983
  - 1r al Tour del Mediterrani i vencedor d'una etapa
- 1984
  - 1r al Gran Premi Pino Cerami
  - Vencedor de 2 etapes de la Volta a Andalusia
  - Vencedor d'una etapa de la Volta a la Comunitat Valenciana
- 1985
  - 1r a l'Amstel Gold Race
  - 1r als Sis dies de Madrid (amb José Luis Navarro)
- 1986
  - 1r a la Volta als Països Baixos i vencedor d'una etapa
  - Vencedor d'una etapa de la Volta a Suïssa
- 1987
  - 1r a la Volta a Suècia

### Resultats al Tour de França
- 1974. 38è de la classificació general
- 1975. 63è de la classificació general. Vencedor d'una etapa
- 1976. Abandona (15a etapa)
- 1977. 31è de la classificació general. Vencedor de 2 etapes. 1r del Premi de la Combativitat
- 1978. 43è de la classificació general. Vencedor de 3 etapes. Porta el mallot groc durant 2 etapes
- 1979. 30è de la classificació general. Vencedor de 2 etapes. Porta el mallot groc durant 2 etapes
- 1980. 38è de la classificació general. Vencedor d'una etapa. Porta el mallot groc durant 1 etapa
- 1981. 55è de la classificació general. Porta el mallot groc durant 4 etapes
- 1982. 47è de la classificació general. Vencedor de 2 etapes
- 1984. 103è de la classificació general
- 1986. 84è de la classificació general
- 1987. 89è de la classificació general

### Resultats al Giro d'Itàlia
- 1985. 94è de la classificació general

### Resultats a la Volta a Espanya
- 1986. 59è de la classificació general